# Баавобр, Ричард Кууя
Ричард Кууя Баавобр (англ. Richard Kuuia Baawobr; 21 июня 1959, Том-Зендагангане, Гана — 27 ноября 2022, Рим, Италия) — ганский кардинал, член конгрегации Миссионеры Африки. Епископ Ва с 17 февраля 2016 года. Кардинал-священник с титулом церкви Санта-Мария-Иммаколата-ди-Лурд-а-Боччеа с 27 августа 2022 года.

## Ранние годы и священство
Ричард Кууя Баавобр родился 21 июня 1959 года в Том-Зендагангане, Гана. Он посещал деревенскую начальную школу, Малую семинарию Святого Франциска Ксавьера и среднюю школу Нандом. Он поступил в высшую семинарию Святого Виктора в Тамале в 1979 году для изучения философии. В 1981 году он вступил в Общество миссионеров Африки и продолжил подготовку к священству. С 1981 года по 1982 год он проходил новициат во Фрибурге, Швейцария. С 1982 года по 1987 год он завершил своё богословское обучение в Миссионерском институте в Лондоне.
5 декабря 1986 году он принёс религиозные обеты в колледже Святого Эдуарда в Лондоне и 18 июля 1987 года был рукоположён в священники.

## Пастырское служение
С 1987 года по 1991 год он был приходским викарием в Ливулу в Киншасской архиепархии в Демократической Республике Конго. С 1991 года по 1996 год он изучал экзегетику в Папском библейском институте в Риме и игнатийскую духовность в Ле-Шательар в Лионе, Франция, получив степень лиценциата в области Священного Писания и докторскую степень в области библейского богословия. С 1996 года по 1999 год он был формирователем своего ордена в Кахангала, Танзания. С 1999 года по 2004 год он был директором их студии в Тулузе. С 2004 года по 2010 год он был первым помощником генерала ордена.
В 2010 году он был избран на шестилетний срок в качестве генерального настоятеля ордена, став первым африканцем, занявшим эту должность, а также вице-канцлером Папского института арабо-исламских исследований (PISAI). Он был избран Союзом генеральных настоятелей для участия в Очередном собрании Синода епископов по вопросам семьи в октябре 2015 года.

## Епископ
17 февраля 2016 года Папа Франциск назначил его епископом Ва в Гане. Баавобр получил епископскую хиротонию 7 мая 2016 года от кардинала Питера Тарксона.
4 июля 2020 года он был назначен членом и советником Папского совета по содействию христианскому единству.

## Кардинал
29 мая 2022 года Папа Франциск объявил, что 21 прелат будут возведены в достоинство кардиналов на консистории от 27 августа 2022 года, среди которых было названо имя и епископа Ричарда Кууя Баавобра.
27 августа 2022 года состоялась консистория, на которой Ричард Кууя Баавобр отсутствовал по болезни и на которой он получил титул церкви Санта-Мария-Иммаколата-ди-Лурд-а-Боччеа.
Скончался 27 ноября 2022 года.